# Tetrameristaceae
Tetrameristaceae este o familie de plante cu flori din ordinul Ericales. Cuprinde patru specii de arbori și arbuști grupate în două genuri:
- Tetramerista din Asia de Sud-Est
- Pentamerista din Guyane.